# Nisa
Nisa es una villa portuguesa del Distrito de Portalegre, región Alentejo y comunidad intermunicipal del Alto Alentejo, con cerca de 3600 habitantes.
Es sede de un municipio con 573,93 km² de área y 5954 habitantes (2021), subdividido en 7 freguesias. El municipio limita al oeste y al norte con el municipio de Vila Velha de Ródão, al este con España, al sureste con Castelo de Vide, al sur con Portalegre, al suroeste con Gavião y a noroeste con Mação.

## Demografía
| Gráfica de evolución demográfica de Nisa entre 1849 y 2021 |
|                                                            |
| Datos según el nomenclátor publicado por el INE portugués. |

## Freguesias
Las freguesias de Nisa son las siguientes:
- Alpalhão
- Arez e Amieira do Tejo
- Espírito Santo, Nossa Senhora da Graça e São Simão
- Montalvão
- Santana
- São Matias
- Tolosa